# Église Sainte-Anne d'Erevan
L'église Sainte-Anne en arménien : ԿաՍուրբ Աննա Եկեղեցի est une église située dans le Kentron d'Erevan en Arménie. À proximité immédiate est située la petite et ancienne église Katoghiké qui fait partie du même complexe aujourd'hui.
Elle a été construite à partir de 2011 et a été achevée en 2014.

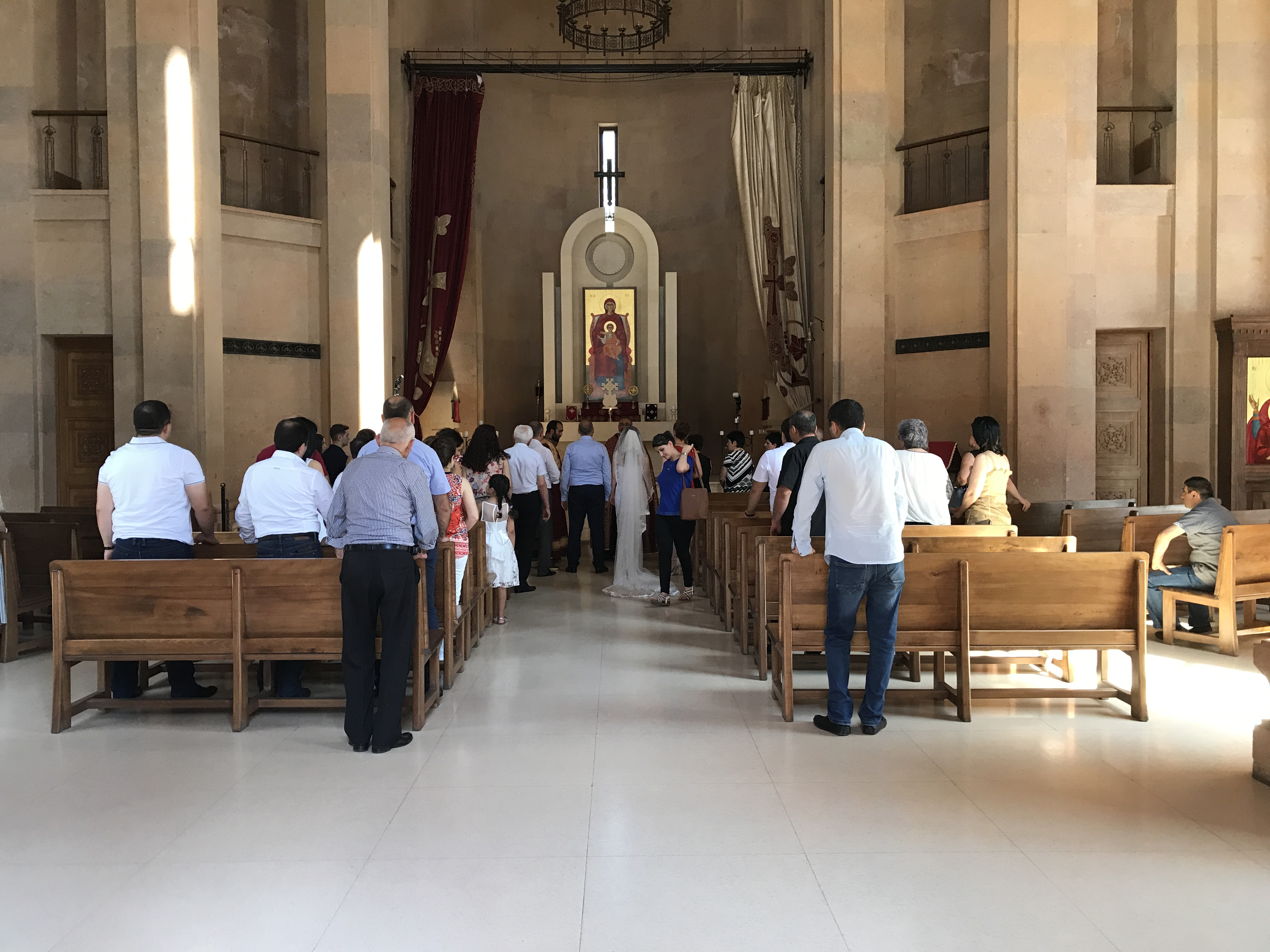
Un mariage dans l'église en 2017.